# Burg Oppenweiler
Die Burg Oppenweiler war eine mittelalterliche Wasserburg in Oppenweiler, einer Gemeinde im baden-württembergischen Rems-Murr-Kreis. Über die Geschichte der Burganlage, die in unmittelbarer Nähe der Murr auf der größeren Insel im Schlosssee stand, ist nicht viel bekannt. Im 18. Jahrhundert wurde das Bauwerk abgebrochen und durch das achteckige Wasserschloss Oppenweiler ersetzt, das seit 1939 als Rathaus dient.

## Geschichte

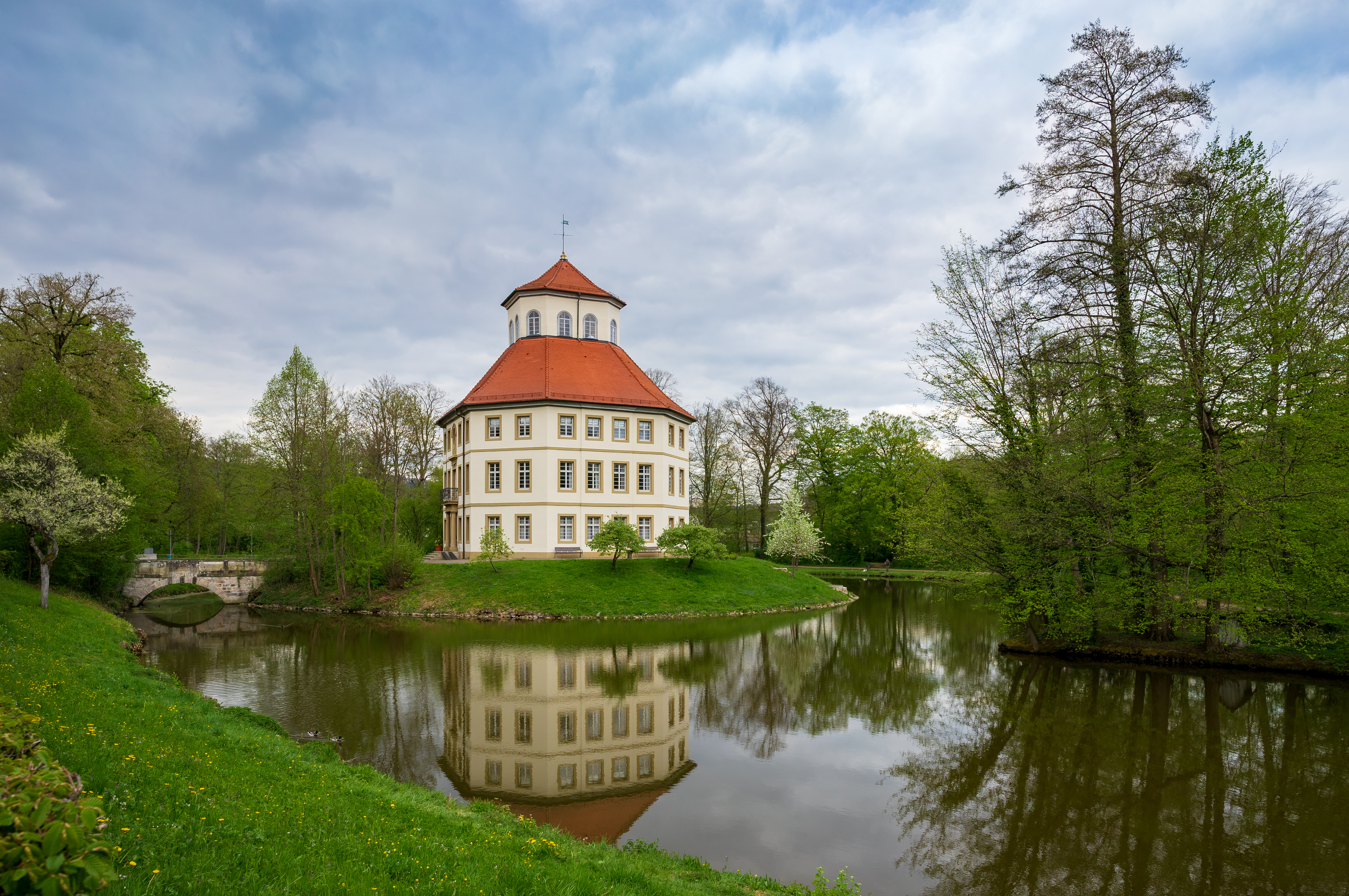
Wasserschloss Oppenweiler, das als Rathaus dient. Der Schlosssee wird vom Rohrbach gespeist

Ohne Zweifel wurde die Burg von den Herren Sturmfeder von Oppenweiler erbaut. Das Geschlecht wurde 1262 mit Burkhard Sturmfeder erstmals urkundlich belegt. 1293 wurde ein Burkhard de Oppenwiler erstmals erwähnt. Dieser Edelmann war der erste Sturmfeder, der sich von Oppenweiler nannte. Wahrscheinlich wurden die Sturmfeder von den Markgrafen von Baden mit der Verwaltung Oppenweilers betraut. Die Burg Oppenweiler dürfte in dieser Zeit erbaut worden sein. Urkundlich erwähnt wurde die Burg jedoch erst im Jahre 1430. Nach einer alten Sage soll eine ältere Burg hinter der Jakobuskirche gestanden sein, in etwa an der Stelle des heute dort befindlichen Kriegerdenkmals.
Die einzige erhaltene Ansicht der Burg Oppenweiler wurde von Andreas Kieser Ende des 17. Jahrhunderts gezeichnet. Das Kiesersche Forstlagerbuch zeigt ein großes und ein kleines Fachwerkgebäude mit Ringmauer, einen massiven Turm in der Mitte sowie einem Wirtschaftshof mit einem kleineren Turm. 
1782 wurde der Heidelberger Johann Andreas von Traitteur von Franz Georg Sturmfeder von Oppenweiler mit der Planung eines neuen Schlosses beauftragt. 1783 wurde im Zuge des Neubaus die alte Wasserburg komplett abgetragen, lediglich das Kellergewölbe blieb erhalten und wurde in den Neubau integriert. 
Mit dem Tode des kinderlosen Carl Theodor Sturmfeder von Oppenweiler erlosch das Geschlecht im Jahre 1901 im Mannesstamm. Nachfahren der Sturmfeder nennen sich heute  von Bentzel-Sturmfeder-Horneck. Seit 1939 dient der Neubau als Rathaus der Gemeinde Oppenweiler. Zugehöriger Grundbesitz und Waldflächen gehören heute Mechthild Gräfin von Stauffenberg (* 1938) und ihrem Gatten Berthold Maria Schenk Graf von Stauffenberg (* 1934), die beide in Oppenweiler ansässig sind.
An die alte Burg erinnert heute in Oppenweiler nur noch die Burggartenstraße, an der die zwischen den Kriegen durch Begradigung der Murr eine allerdings hochwassergeplagte Siedlung entstand.